# Achiropsetta tricholepis
Genre
Espèce
Achiropsetta tricholepis est une espèce de pleuronectiformes (c'est-à-dire des poissons plats ayant des côtés dissemblables) et de la famille des Achiropsettidae. C'est la seule espère reconnue de son genre Achiropsetta (monotypique).